# 毕摩

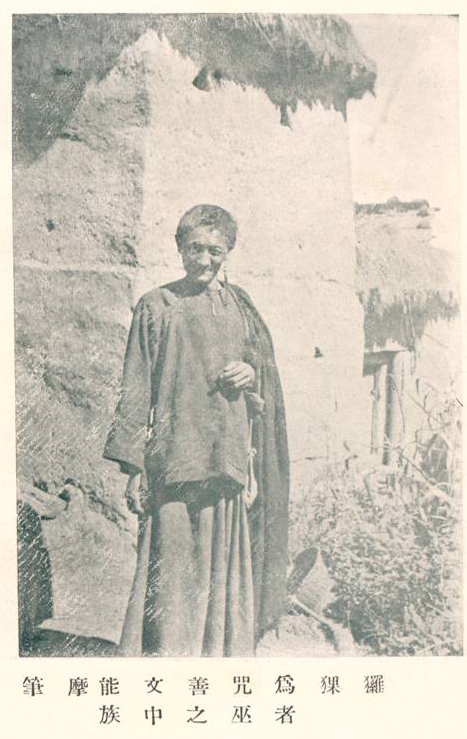
1935年《雷馬峨屏調查記問題回報》中记录的筆摩影像

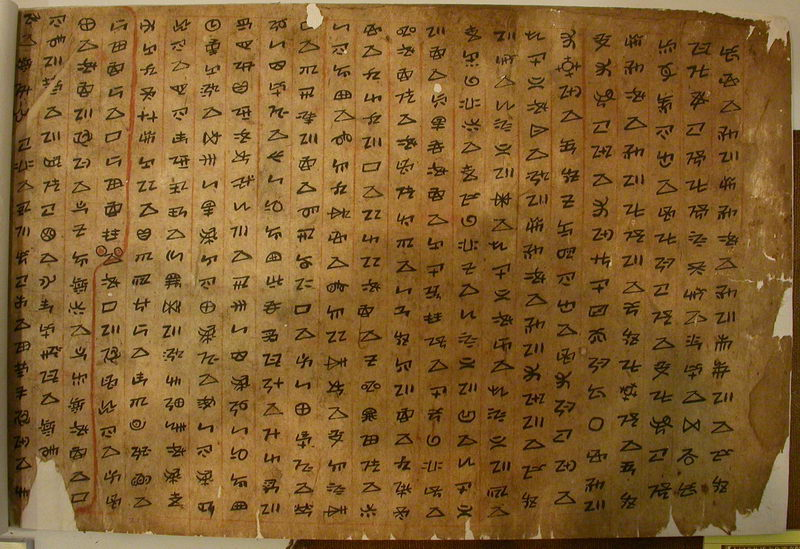
用古彝文写成的经书

毕摩（注音：bi mox）是彝族从事原始宗教和文化活动的人，相当于巫师，祭司，经师。“毕”意即诵经者，“摩”即大。毕摩有文化，掌握古彝文和本民族的文化习俗，历史和宗教等知识，可以主持村中的祭祀活动，如祭火神（火把节）、山神等，以及禳鬼治病，占卜，婚礼等。毕摩是彝族传统文化的传承者。在彝族，毕摩被视为神灵的使者。